# Adnan Khairallah
O general Adnan Khairallah (em árabe: عدنان خير الله طلفاح ; Iraque, 23 de setembro de 1941 – Mossul, 4 de maio de 1989) foi um militar iraquiano. Ele era cunhado de Saddam Hussein (irmão de Sajida Talfah e filho de Khairallah Talfah) e seu primo. Ocupou vários cargos e era um membro do Conselho do Comando Revolucionário Iraquiano. Ele também foi ministro da Defesa do Iraque de 1979 até sua morte, tendo sido nomeado dias depois de Saddam Hussein conseguir a Presidência.
Inicialmente, afirmaram que foi morto num acidente de helicóptero perto de Mosul em 1989, durante uma tempestade de areia. No entanto, especula-se que sua morte foi causada pela detonação de quatro cargas explosivas no helicóptero em que viajava; foi acusado de orquestrar seu assassinato Hussein Kamel.
Apesar de ser um parente de Saddam, permanece como uma figura popular e uma praça nomeada em sua honra existe até hoje na área de al-Karkh de Bagdá, onde uma estátua dele ainda está de pé, ao contrário de estátuas de outros membros do governo anterior, que foram removidas na sequência da queda de Bagdá após a invasão do Iraque pelos EUA em 2003. As reavaliações de suas ações causaram a retirada da estátua em 2009.[carece de fontes?]